# خوسيه غونزاليس غارسيا
خوسيه غونزاليس غارسيا (بالإسبانية: José González García)‏ هو لاعب شطرنج مكسيكي، ولد في 12 أغسطس 1973 في مدريد في إسبانيا.

## السيرة الذاتية
بعد بداية متأخرة في بطولات الشطرنج في سن 14 ، كافح خوسيه لتحسين الشطرنج لفترة من الوقت حتى أتيحت له الفرصة للانتقال من المكسيك إلى بودابست في عام 1995 كطالب شطرنج يبلغ من العمر 21 عاما. هناك عمل مع بعض أشهر المدربين المجريين ولعب العديد من البطولات على أرض المجرية. نتيجة لذلك ، أصبح أستاذا دوليا في صيف عام 1995 ولاحقا في عام 1996 البطل المكسيكي المطلق.

## وصلات خارجية
- خوسيه غونزاليس غارسيا على موقع الاتحاد الدولي للشطرنج (الإنجليزية)
- خوسيه غونزاليس غارسيا على موقع مباريات الشطرنج (الإنجليزية)
- خوسيه غونزاليس غارسيا على موقع 365Chess.com (الإنجليزية)
- خوسيه غونزاليس غارسيا على موقع Chesstempo.com (الإنجليزية)
- خوسيه غونزاليس غارسيا سجل أولمبياد الشطرنج على موقع OlimpBase.org (الإنجليزية)